# George Weah
George Tawlon Manneh Oppong Ousman Weah (Monrovia, 1 oktober 1966) is een Liberiaans politicus en voormalig voetballer. Tussen 2018 en 2024 was hij de president van Liberia.
Weah werd in 1995 als eerste Afrikaan uitgeroepen tot Wereldvoetballer van het Jaar. Zijn zoon Timothy Weah is eveneens voetballer en komt als international uit voor de Verenigde Staten.

## Carrière

### Voetbal
Weah tekende op 15 mei 1995, op dat moment speler van Paris Saint-Germain, in Cannes een tweejarig contract bij AC Milan. De clubs bereikten laat in de avond overeenstemming over de transfersom, die tussen de 10 en 15 miljoen gulden zou hebben gelegen. Zijn verbintenis bij de Parijse club liep af in 1996. Met het aantrekken van Weah anticipeerde AC Milan op het naderende afscheid van de chronisch geblesseerde Marco van Basten.
Weah kondigde in 2002 zijn afscheid aan van de internationale voetbalvelden. Hij was toen 35 jaar oud en stond onder contract bij Al-Jazira Club uit de Verenigde Arabische Emiraten. "Dit is zeker het einde," zei hij na de 1-0 nederlaag die Liberia leed tegen Nigeria bij het Afrikaans kampioenschap voetbal 2002, op 12 september 2018 speelde hij op 51-jarige leeftijd nog een afscheidswedstrijd tegen Nigeria (2-1 verlies).
Als speler van AC Milan won Weah in 1995 de Ballon d'Or en de Onze d'Or en werd dat jaar als eerste Afrikaan uitgeroepen tot Wereldvoetballer van het Jaar. Datzelfde jaar won hij ook de prijs voor Afrikaans voetballer van het jaar. Die laatste eretitel verdiende hij ook in 1989, toen hij als speler van AS Monaco 133 punten kreeg. Weah bleef daarmee doelman Joseph-Antoine Bell uit Kameroen 24 punten voor. De Zambiaanse PSV'er Kalusha Bwalya, die de Afrikaanse 'Gouden Bal' in 1988 in ontvangst mocht nemen, eindigde als derde.

### Politiek
In 1996 riep Weah op tot het sturen van VN-troepen naar Liberia. Daarop werd zijn huis in Monrovia door een militie van toenmalig president Charles Taylor in brand gestoken, en werden twee van zijn nichtjes verkracht. De voetballer verbleef op dat moment in Italië, waar hij voor AC Milan speelde.
Weah liet zich meermaals uit over zijn vrees voor president Taylor, die een schrikbewind voerde in het West-Afrikaanse land. "Het is niet veilig," aldus Weah. "Ik wil niet dat er iets met mij gebeurt voordat mijn kinderen zijn opgegroeid. De boodschap van de president is dat ik een doelwit ben."
Weah deed in oktober 2005 mee aan de presidentsverkiezingen in Liberia en leek vooraf de beste kansen te hebben. De zoon van "oosterlingen", de achtergestelde inlandse bevolking van het binnenland, spreekt vloeiend de lokale taal Kru. De voetbalmiljonair strooide in de campagne kwistig met dollars en cadeaus. Hij richtte zich op de ongeletterde werkeloze massa met de leus You know book, or you not know book: I'll vote for you. Uiteindelijk moest hij het afleggen tegen de ervaren jurist en politicus uit een oude "westelijke" familie Ellen Johnson Sirleaf. Weah deed in 2017 opnieuw mee aan de Liberiaanse presidentsverkiezingen en werd deze keer verkozen tot opvolger van Sirleaf. Hij werd beëdigd op 22 januari 2018. Zes jaar later, bij de presidentsverkiezingen van 2023, werd hij niet herkozen voor een tweede ambtstermijn. Weah werd in januari 2024 als president opgevolgd door oud-vicepresident Joseph Boakai.

## Clubstatistieken
| Seizoen | Club                | Competitie        | Duels | Doelpunten |
| ------- | ------------------- | ----------------- | ----- | ---------- |
| 1986/87 | Invincible Eleven   | Premier League    | 26    | 21         |
| 1987/88 | Tonnerre Yaoundé    | Première Division | 18    | 14         |
| 1988/89 | AS Monaco           | Ligue 1           | 23    | 14         |
| 1989/90 | AS Monaco           | Ligue 1           | 17    | 5          |
| 1990/91 | AS Monaco           | Ligue 1           | 29    | 10         |
| 1991/92 | AS Monaco           | Ligue 1           | 34    | 18         |
| 1992/93 | Paris Saint-Germain | Ligue 1           | 30    | 14         |
| 1993/94 | Paris Saint-Germain | Ligue 1           | 32    | 11         |
| 1994/95 | Paris Saint-Germain | Ligue 1           | 34    | 7          |
| 1995/96 | AC Milan            | Serie A           | 26    | 11         |
| 1996/97 | AC Milan            | Serie A           | 28    | 13         |
| 1997/98 | AC Milan            | Serie A           | 24    | 10         |
| 1998/99 | AC Milan            | Serie A           | 26    | 8          |
| 1999/00 | AC Milan            | Serie A           | 10    | 4          |
| 1999/00 | → Chelsea           | Premier League    | 11    | 3          |
| 2000/01 | Manchester City     | Premier League    | 7     | 1          |
| 2000/01 | Olympique Marseille | Ligue 1           | 19    | 5          |
| 2001/02 | Al-Jazira Club      | Liga van de VAE   | 13    | 13         |

## Interlandcarrière
Weah speelde 61 interlands voor zijn vaderland Liberia tussen 1987 en 2002. Hij scoorde hierin tweeëntwintig keer. Op 11 september 2018 trok Weah voor de 61ste en laatste keer het shirtje van zijn nationale ploeg aan voor een vriendschappelijke wedstrijd tegen Nigeria, waarin hij op 51-jarige leeftijd en als huidig president van Liberia 79 minuten speelde.
| Interlands van George Weah voor Liberia | Interlands van George Weah voor Liberia | Interlands van George Weah voor Liberia | Interlands van George Weah voor Liberia | Interlands van George Weah voor Liberia | Interlands van George Weah voor Liberia |
| №                                       | Datum                                   | Wedstrijd                               | Uitslag                                 | Competitie                              | Doelpunten                              |
| --------------------------------------- | --------------------------------------- | --------------------------------------- | --------------------------------------- | --------------------------------------- | --------------------------------------- |
| 1                                       | 30 Jan 1987                             | Liberia – Nigeria                       | 2-0                                     | West African Nations Cup                | Goal                                    |
| 2                                       | 07 Aug 1988                             | Ghana – Liberia                         | 0-0                                     | WK-kwalificatie                         | Goal                                    |
| 3                                       | 21 Aug 1988                             | Liberia – Ghana                         | 2-0                                     | WK-kwalificatie                         |                                         |
| 4                                       | 06 Jan 1989                             | Egypte – Liberia                        | 2-0                                     | WK-kwalificatie                         |                                         |
| 5                                       | 22 Jan 1989                             | Liberia – Kenia                         | 0-0                                     | WK-kwalificatie                         |                                         |
| 6                                       | 11 Jun 1989                             | Liberia – Malawi                        | 1-0                                     | WK-kwalificatie                         | Goal                                    |
| 7                                       | 25 Jun 1989                             | Liberia – Egypte                        | 1-0                                     | WK-kwalificatie                         |                                         |
| 8                                       | 12 Aug 1989                             | Kenia – Liberia                         | 1-0                                     | WK-kwalificatie                         |                                         |
| 9                                       | 04 Sep 1994                             | Liberia – Togo                          | 1-0                                     | AC-kwalificatie                         | Goal                                    |
| 10                                      | 11 Nov 1994                             | Mauritanië – Liberia                    | 1-1                                     | AC-kwalificatie                         |                                         |
| 11                                      | 22 Jan 1995                             | Liberia – Senegal                       | 1-1                                     | AC-kwalificatie                         |                                         |
| 12                                      | 10 Feb 1995                             | Tunesië – Liberia                       | 0-0                                     | AC-kwalificatie                         |                                         |
| 13                                      | 09 Apr 1995                             | Togo – Liberia                          | 0-0                                     | AC-kwalificatie                         |                                         |
| 14                                      | 23 Apr 1995                             | Liberia – Tunesië                       | 1-0                                     | AC-kwalificatie                         |                                         |
| 15                                      | 04 Jun 1995                             | Liberia – Mauritanië                    | 2-0                                     | AC-kwalificatie                         |                                         |
| 16                                      | 16 Jan 1996                             | Gabon – Liberia                         | 1-2                                     | African Nations Cup                     |                                         |
| 17                                      | 25 Jan 1996                             | Zaïre – Liberia                         | 2-0                                     | African Nations Cup                     |                                         |
| 18                                      | 01 Jun 1996                             | Gambia – Liberia                        | 2-1                                     | WK-kwalificatie                         |                                         |
| 19                                      | 23 Jun 1996                             | Liberia – Gambia                        | 4-0                                     | WK-kwalificatie                         | Goal                                    |
| 20                                      | 06 Oct 1996                             | Zaïre – Liberia                         | 0-0                                     | AC-kwalificatie                         |                                         |
| 21                                      | 10 Nov 1996                             | Liberia – Tunesië                       | 0-1                                     | WK-kwalificatie                         |                                         |
| 22                                      | 26 Jan 1997                             | Liberia – Togo                          | 1-2                                     | AC-kwalificatie                         |                                         |
| 23                                      | 22 Feb 1997                             | Tanzania – Liberia                      | 1-1                                     | AC-kwalificatie                         |                                         |
| 24                                      | 06 Apr 1997                             | Liberia – Egypte                        | 1-0                                     | WK-kwalificatie                         | Goal                                    |
| 25                                      | 27 Apr 1997                             | Tunesië – Liberia                       | 2-0                                     | WK-kwalificatie                         |                                         |
| 26                                      | 22 Jun 1997                             | Liberia – Congo-Kinshasa                | 2-1                                     | AC-kwalificatie                         | Goal                                    |
| 27                                      | 13 Jul 1997                             | Togo – Liberia                          | 4-0                                     | AC-kwalificatie                         |                                         |
| 28                                      | 28 Jul 1997                             | Liberia – Tanzania                      | 1-0                                     | AC-kwalificatie                         |                                         |
| 29                                      | 17 Aug 1997                             | Egypte – Liberia                        | 5-0                                     | WK-kwalificatie                         |                                         |
| 30                                      | 02 Aug 1998                             | Niger – Liberia                         | 2-1                                     | AC-kwalificatie                         |                                         |
| 31                                      | 16 Aug 1998                             | Liberia – Niger                         | 2-0                                     | AC-kwalificatie                         |                                         |
| 32                                      | 04 Oct 1998                             | Tunesië – Liberia                       | 2-1                                     | AC-kwalificatie                         |                                         |
| 33                                      | 24 Jan 1999                             | Liberia – Oeganda                       | 2-0                                     | AC-kwalificatie                         |                                         |
| 34                                      | 09 Apr 1999                             | Algerije – Liberia                      | 4-1                                     | AC-kwalificatie                         |                                         |
| 35                                      | 20 Jun 1999                             | Liberia – Tunesië                       | 2-0                                     | AC-kwalificatie                         | Goal                                    |
| 36                                      | 23 Apr 2000                             | Liberia – Tsjaad                        | 0-0                                     | WK-kwalificatie                         |                                         |
| 37                                      | 18 Jun 2000                             | Soedan – Liberia                        | 2-0                                     | WK-kwalificatie                         |                                         |
| 38                                      | 09 Jul 2000                             | Liberia – Nigeria                       | 2-1                                     | WK-kwalificatie                         |                                         |
| 39                                      | 14 Jul 2000                             | Liberia – Kaapverdië                    | 3-0                                     | AC-kwalificatie                         | Goal                                    |
| 40                                      | 16 Dec 2000                             | Zuid-Afrika – Liberia                   | 2-1                                     | AC-kwalificatie                         |                                         |
| 41                                      | 28 Jan 2001                             | Ghana – Liberia                         | 1-3                                     | WK-kwalificatie                         |                                         |
| 42                                      | 25 Feb 2001                             | Liberia – Sierra Leone                  | 1-0                                     | WK-kwalificatie                         |                                         |
| 43                                      | 22 Apr 2001                             | Liberia – Soedan                        | 2-0                                     | WK-kwalificatie                         | Goal                                    |
| 44                                      | 05 May 2001                             | Nigeria – Liberia                       | 2-0                                     | WK-kwalificatie                         |                                         |
| 45                                      | 03 Jun 2001                             | Liberia – Zuid-Afrika                   | 1-1                                     | AC-kwalificatie                         |                                         |
| 46                                      | 01 Jul 2001                             | Liberia – Ghana                         | 1-2                                     | WK-kwalificatie                         |                                         |
| 47                                      | 14 Jul 2001                             | Sierra Leone – Liberia                  | 0-1                                     | WK-kwalificatie                         | Goal                                    |
| 48                                      | 04 Aug 2001                             | Colombia – Liberia                      | 2-1                                     | Oefeninterland                          |                                         |
| 49                                      | 24 Aug 2001                             | Mexico – Liberia                        | 5-4                                     | Oefeninterland                          | Goal                                    |
| 50                                      | 19 Jan 2002                             | Mali – Liberia                          | 1-1                                     | African Nations Cup                     | Goal                                    |
| 51                                      | 25 Jan 2002                             | Algerije – Liberia                      | 2-2                                     | African Nations Cup                     |                                         |
| 52                                      | 28 Jan 2002                             | Liberia – Nigeria                       | 0-1                                     | African Nations Cup                     |                                         |

## Erelijst
Mighty Barolle
- Premier League: 1985/86
- LFA Cup: 1985/86

 Invincible Eleven
- Premier League: 1986/87

 AS Monaco
- Coupe de France: 1990/91

 Paris Saint-Germain
- Division 1: 1993/94
- Coupe de France: 1992/93, 1994/95
- Coupe de la Ligue: 1994/95

 AC Milan
- Serie A:1995/96, 1998/99

 Chelsea
- FA Cup: 1999/00

## Trivia
- Weah betaalde in 1996 de shirts voor zijn ploegmaten zodat Liberia mee zou kunnen doen aan de Africa Cup.
- Weah speelde op 16 december 1998 mee in het FIFA-wereldelftal[4], dat ter gelegenheid van het honderdjarige bestaan van de Federazione Italiana Giuoco Calcio aantrad tegen Italië en in het Olympisch Stadion met 6-2 verloor. Weah scoorde voor het gelegenheidsteam, net als de Argentijnse spits Gabriel Batistuta.